# Pałac Sacrow

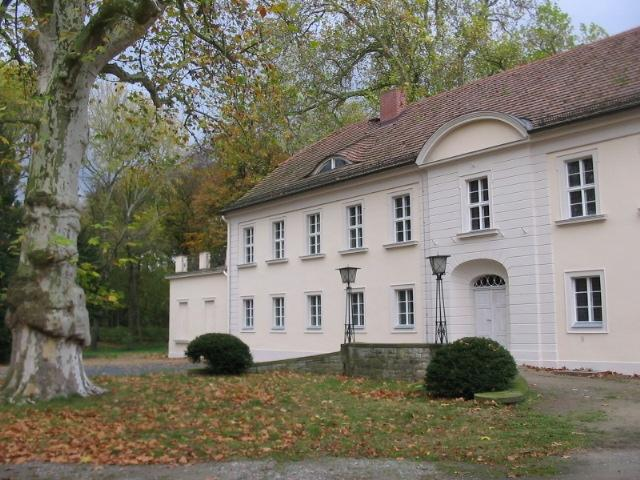
Pałac Sacrow

Pałac Sacrow (niem. Schloss Sacrow) – barokowy pałac z końca XVIII w. w poczdamskiej dzielnicy Sacrow.
Pałac Sacrow należy do grupy pałaców i zespołów parkowych w Poczdamie i Berlinie wpisanych w 1990 na listę światowego dziedzictwa UNESCO. Obecnie o pielęgnację i restaurację pałacu troszczy się Fundacja Pruskie Pałace i Ogrody Berlin-Brandenburg (niem. Stiftung Preußische Schlösser und Gärten Berlin-Brandenburg).

## Historia

### Budowa
Początki posiadłości Sacrow sięgają XIV w., kiedy to księga ziemska cesarza Karola IV Luksemburskiego wspomina położone tu dobra rycerskie.
W 1764 dobra zakupił komendant cytadeli w Spandau, szwedzki porucznik Johann Ludwig Graf von Hordt (1720–1777). W 1773 r. wybudował dwór w miejscu dawnego budynku mieszkalnego. Zgodnie z konwencją baroku, budynek jest symetryczny, a po obydwu stronach pionowej osi środkowej ma po cztery rzędy okien. Do południowego szczytu dworu dobudowano szklarnię, co było wielką innowacją jak na owe czasy.
W 1779 dobra wraz z dworem nabył pochodzący z Brandenburgii Heinrich Karl de la Motte Fouqué, ojciec poety Friedricha de la Motte Fouqué. Friedrich de la Motte Fouqué spędził tu swoje dzieciństwo. Pobyt nad jeziorem Sacrow mógł być inspiracją do napisania powieści Undine (1811).

### XIX wiek
W 1816 posiadłość stała się własnością berlińskiego bankiera J.M. Magnusa, zaprzyjaźnionego z rodziną Mendelssohnów. Felix Mendelssohn-Bartholdy miał skomponować w Sacrowie część swojego kwartetu smyczkowego Nr 2 a-moll (Op. 13).
W 1840 dobra Sacrow nabył król pruski Fryderyk Wilhelm IV. Jednocześnie zlecił wzniesienie kościoła w stylu włoskim na cyplu na Haweli. Budowę powierzył architektowi Ludwigowi Persiusowi, który miał również zająć się rozbudową dworu. Persius dobudował do północnego skrzydła gmachu dwupiętrową przybudówkę z reprezentacyjnym wejściem w stylu włoskim. Za szklarnią powstała wielka spiżarnia. Dwór otoczył park projektu Petera Josepha Lennégo. Osie widokowe parku skierowano na sąsiadujące obiekty: Pawią Wyspę, pałac Babelsberg, pałac Glienicke i pałac Cecilienhof. Odtąd też dwór zaczęto nazywać pałacem, chociaż król nigdy tu nie mieszkał.
Na życzenie Fryderyka Wilhelma IV, do pałacu miał się ponownie wprowadzić Friedrich de la Motte Fouqué, który cieszył się wielkim uznaniem króla. De la Motte Fouqué nie zdążył skorzystać z zaproszenia króla, umierając w Berlinie w 1843. Po jego śmierci Fryderyk Wilhelm IV nosił się z zamiarem gruntownej przebudowy pałacu – stworzenia kopii średniowiecznego zamku, by upamiętnić wyidealizowany rycerski świat z utworów de la Motte Fouqué. Planów tych nigdy nie zrealizowano.
Pomiędzy jesienią 1922 a listopadem 1934 w pałacu mieszkał Eberhard Cranz, przyjaciel niemieckiego polityka Gottharda Sachsenberga, wraz z żoną Emmą z domu Neuhaus.

### III Rzesza
W 1938 pałac został przebudowany na siedzibę nadleśniczego Prus i sekretarza stanu w Urzędzie Lasów Rzeszy – Friedricha Alpersa. Wtedy też usunięto barokowy wystrój wnętrz. Na parterze powstały biura, a na piętrze mieszkanie dla nadleśniczego. Przedłużono kalenicę, by przyłączyć część dobudówki Persiusa przy skrzydle północnym. W pozostałej części, pokrytej nowym spiczastym dachem, urządzono salę bankietową. Sąsiednie budynki wyburzono, a na ich miejsce wybudowano dom adiutanta, mieszkania dla szoferów i leśniczych, oraz pomieszczenia sokolników.

### NRD
W okresie NRD pałac stał się własnością państwową. Początkowo służył jako sierociniec, a następnie jako dom pisarza dla prześladowanych przez nazistów. Po wybudowaniu Muru Berlińskiego pałac zajęła najpierw Narodowa Armia Ludowa, a następnie od 1973 urząd celny. Zburzono szklarnię, a w parku urządzono plac treningowy dla psów celnych.

### Po zjednoczeniu Niemiec
W 1993 pałac przeszedł na własność Fundacji Pruskie Pałace i Ogrody Berlin-Brandenburg (niem. Stiftung Preußische Schlösser und Gärten Berlin-Brandenburg), która rozpoczęła restaurację parku według oryginalnego projektu Lennégo. Pałac miał zostać zamieniony w muzeum, jednak okazało się, że budynek nie może gościć stałych ekspozycji ze względu na niekorzystne warunki infrastrukturalne. Po renowacji dachu oraz instalacji ogrzewania zaprzestano dalszych prac. Od 2003 r. pałac użytkuje stowarzyszenie Verein Ars Sacrow.

## Literatura
- Gerd Schurig: Garten, Sacrow. W: Weißbuch der historischen Gärten und Parks in den neuen Bundesländern. Bonn: Bund Heimat und Umwelt in Deutschland (Wyd.), 2005, s. 45f. ISBN 3-925374-69-8. (niem.).